# 阿爾法爾法森特 (密蘇里州)
阿爾法爾法森特（英語：Alfalfa Center）是位於美國密蘇里州密西西比縣的非建制地區。

## 地理
阿爾法爾法森特所處的海拔為高於海平面97米（即318英呎），而該地所採用的時區為UTC-6，即北美中部時區（CST）。同時該地設有夏令時間，為UTC-6調快一小時，即UTC-5（CDT）。